# ふっかちゃん
ふっかちゃん（ラテン文字表記：FUKKACHAN）は埼玉県深谷市のイメージキャラクター（ゆるキャラ）である。2013年のゆるキャラグランプリでは、ランキング4位となった。2014年はランキング2位で準グランプリ、2015年はランキング3位だが同時に行われたゆるキャラ(R)forチルドレンで、初代グランプリに輝いた。

## 概要
深谷のイメージや知名度の向上を目的として、2010年6月に市が制定した。
キャラクターは公募され、全国各地から集まった1406キャラクターの中から、最終的に1位の東京都町田市の女性のものが採用された。なお、2位は侍風キャラクターの「深谷ねぎ之進」で、こちらもキャラクター展開が行なわれている。
ふっかちゃんは、「ふっか」という「ウサギのようでシカのような架空の生命体」であるとされる。白い体で、緑の服と丸の中に「ふ」のマークが入ったバンダナを着用したデザインで、ねぎの形をした角を持ち、服にチューリップをかたどったマークがあるなど、市の特産品をモチーフにしている特徴がある。
ふっかちゃんは、その誕生以来ゆるキャラとして市内外の観光行事などで深谷市のPR活動を行っている。2010年9月28日には深谷市の「特別住民」にもなった。また、埼玉県の「けんこう大使」にも任命されている。
全国的にもゆうどきネットワークや笑っていいとも!などのテレビ番組にも出演するなどしてPRしている。
また、市内の商店ではさまざまなふっかちゃんグッズが販売されている。

## プロフィール
- 名前 - ふっか[8][9]
- 愛称 - ふっかちゃん
- 名前の由来 - 市の名前である「深谷」に由来[10]
- 誕生日 - 2010年（平成22年）6月28日
- 住所 - 深谷市仲町11番1号[11]
- 年齢 - 0歳（永遠に年をとらない）
- 性別 - 可変（時と場合により変化する）
- 身長 - 約220 cm[11]（深谷ねぎの角を含む）、もしくは深谷ねぎ5本分[12]、もしくは深谷チューリップ22個分[13]。
- 体重 - ナイショ （もしくは深谷ねぎ480本分[12]、もしくは泥つき深谷ねぎ22束分[13]）
- 足のサイズ - 深谷ねぎ0.8本分[12]
- おなか周り - 深谷ねぎ5本分
- 血液型 - ねぎ型[8]
- 握力 - 2ねぎ[12]
- 上体起こし - 0ねぎ（寝転ぶと起き上がるのが大変）
- 好きな食べ物 - 肉類全般（特に「深谷和牛」）と「煮ぼうとう」
- 好きな場所 - 深谷駅、緑の王国、アクアパラダイス パティオ、唐沢堤、中宿歴史公園、鶯ノ瀬公園、ほたるの里公園、七ツ梅酒造跡地、深谷シネマ
- 性格 - やさしい、まけずぎらい[8]
- 趣味 - つぶやくこと、散歩をすること[8]。
- 特技 - ダンス[8]
- チャームポイント - しなやかで豪快な深谷ねぎの角
- 好きな言葉 - 一生懸命[8]
- 夢 - 世界にふっかちゃんのことを知ってもらうこと[8]
- 友人 - ガリガリ君、フカニャン、かめ吉[14]
- ゆる玉応援団 - 団員No.48（2010年入団）
- 束ねた泥つき深谷ねぎの形をした「ねぎジェット」と称する乗り物に乗り、宇宙へ行くこともできる[12]。
- Snow Man深澤辰哉とコラボ済み

## 歴史
2010年
- 6月28日 - 公募により、深谷市のキャラクター「ふっかちゃん」が誕生。公式ホームページ開設[15]。
- 9月28日 - 特別住民票が交付され、深谷市の特別住民となる[5]。
- 11月19日 - ふっかちゃんのデザインが商標登録される（第5368994号）[注釈 2][15]。
- 10月10日 - 「おかべコスモス祭」のイベントで初お披露目。
- 11月26日 - ゆるキャラさみっとin羽生に初参加[注釈 3]。
- 11月28日 - ゆる玉応援団の団員になる（団員No.48）[15]。

2011年
- 4月29日 - 深谷のご当地キティが発売され、ハローキティとふっかちゃんが共演する[16]。
- 6月28日 - 誕生1周年記念イベントがアリオ深谷にて開催される。
- 11月27日 - タウンページ協賛ゆるキャラ(R)グランプリ2011にて154,243票を集め、6位にランクイン。初参戦でいきなり上位に食い込んだ[17]。
- 12月17日 - 柳ケ瀬商店街にて開催された「ゆるクリ2011」に参加する[15]。

2012年
- 2月12日 - 駅前に設置されている「渋沢栄一からくり時計」の完成除幕式に参加。
- 6月27日 - フジテレビ系列「笑っていいとも」にてふっかちゃん出演。
- 6月28日 - 誕生2周年記念イベント開催。
- 7月16日 - オリオンスクエアにて開催された「ミヤリーのゆるキャラ女子会」に参加する[15]。
- 10月20日 - ゆるキャラ®まつりin彦根に初参加[18]。
- 10月26日 - 日本テレビ系列「ガチガセ」にてふっかちゃん出演[19]。
- 11月3日 - 農林公園駐車場にて深谷博覧会が開催され、翌日にかけて参加する[15]。
- 11月27日 - タウンページ協賛ゆるキャラ(R)グランプリ2012にて158,343票を集め、5位にランクイン。昨年より1つ順位を上げた[20][21]。
- 11月30日 - 日本テレビ系列「ガチガセ」にてふっかちゃんが再び出演[22]。
- 12月8日 - 「全国ねぎサミット」に翌日にかけて参加する[15]。

2013年
- 4月24日 - 深谷市中心市街地（駅前通り）に深谷宿屋台村「ふっかちゃん横丁」がオープンする[23]。

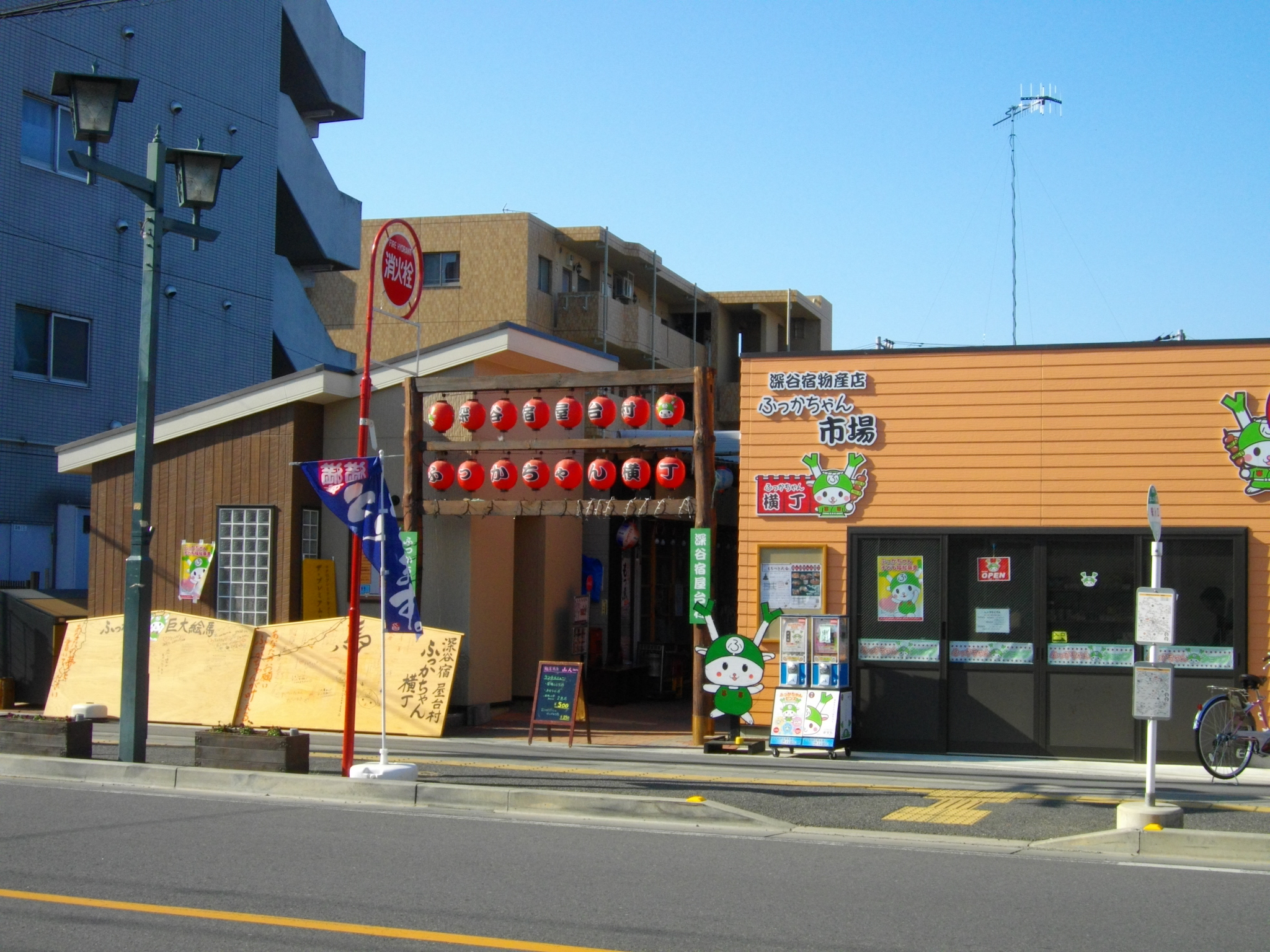
ふっかちゃん横丁

- 6月28日 - 誕生3周年記念イベントとして、アクアパラダイスパティオでふっかちゃん誕生日撮影会およびファンブック出版記念サイン会を開催。
- 11月24日 - タウンページ協賛ゆるキャラ(R)グランプリ2013にて425,694票を集め、4位にランクイン。昨年の865体と比べ今回1,580体とエントリーキャラが増加する中、着実に順位を上げている[1][24]。

2014年
- 1月10日 - 「マイナビ賃貸」のCMに出演。
- 6月28日 - 深谷市総合体育館にて誕生4周年記念イベント開催。
- 8月21日 - 地域のPR強化を目的にゆる党が結成され、そのメンバーに加わる[25][26]。
- 11月3日 - ゆるキャラ(R)グランプリ2014にて835,981票を集め、2位にランクイン。準グランプリを獲得。

2015年
- 11月23日 - ゆるキャラ(R)グランプリ2015にて4,011,758票を集め、3位にランクイン。初めて順位を落とした。同時に行われたゆるキャラ(R)forチルドレン（チルドレン部門）にて、初代グランプリに輝く[27][28]。

2016年
- 11月12日 - ふっかちゃんが市町村のキャラクターとして初めてサンリオピューロランドに招待され、深谷市をPRするイベント『Kitty×ふっかちゃん nakayokuイベントまるっと深谷Day』を行なう。パレードでサンリオキャラクターと共演し、知恵の木ステージで深谷に関するクイズなどがあった[29][30]。
- 11月20日 - 羽生市で開催された世界キャラクターさみっとin羽生の第3回羽生キャラクターズコレクション（はにゅコレ）において個人部門優勝を獲得。

2017年
- 8月2日 -  ももいろクローバーZのシングル『BLAST! 』のミュージック・ビデオに出演（後日『MTV VMAJ 2017』で「最優秀邦楽グループビデオ賞」を受賞）。

## その他
- 2012年（平成24年）12月25日の午前8時30分からご当地ナンバープレートとして、ふっかちゃんがデザインされた原動機付自転車のナンバープレートの交付を開始した[31][32]。
- 深谷市の仙元山公園遊園地（わんぱくランド）にふっかちゃんがデザインされたアトラクションが設置されている[33]。
- 深谷市が保有するコミュニティバス（くるリン）を初め、公用車[34]や清掃車にはふっかちゃんがデザインされている。
- 深谷市は特産品等の宣伝のため2013年8月26日にふっかちゃんをデザインしたラッピングトラックを約1100万円で導入。愛称は「ふっカーゴ」に決定した[35]。
- 深谷市の貸切バス会社・深谷観光バスにはふっかちゃんが描かれた車両が2015年に導入されている[36]。

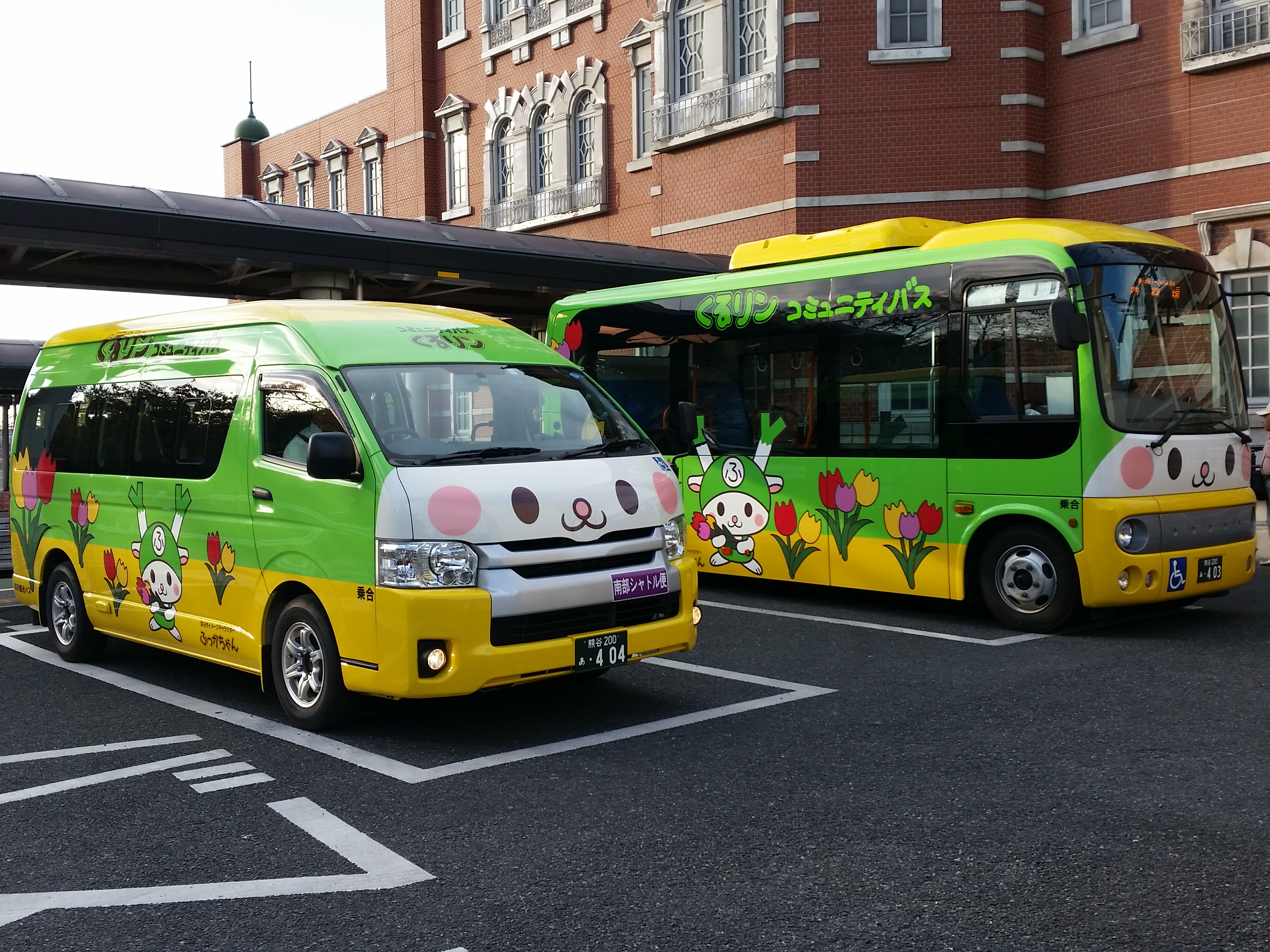
ふっかちゃんが描かれたくるリン
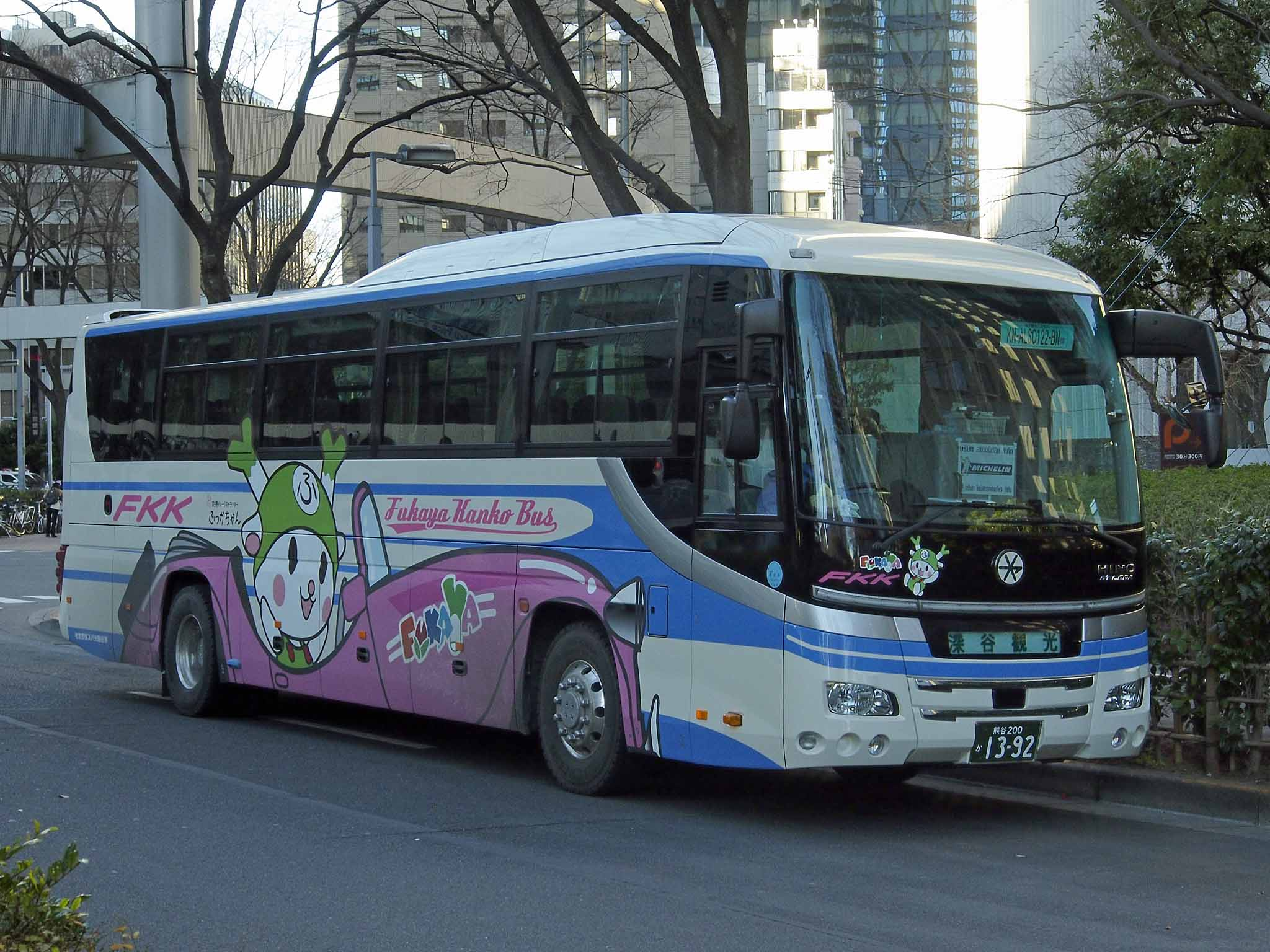
ふっかちゃんが描かれた深谷観光バスの貸切バス